# دستور قطر
دستور قطر هو القانون الأسمى دولة قطر. دخل حيز التنفيذ في 9 أبريل 2004. تمت الموافقة على الدستور بأغلبية ساحقة، مع ما يقرب من 98 ٪ لصالح.

## الديباجة
الدستور يفتقر إلى الديباجة.

## أجزاء من الدستور
بعض من أهم المواد في الدستور مذكورة أدناه:-

### الجزء الأول
1. المادة 1 - الإسلام هو الدين الرسمي للدولة، والشريعة مصدرا أساسيا للتشريع. اللغة العربية هي اللغة الرسمية.
2. المادة 2 - الدوحة هي عاصمة الدولة. يمكن نقلها إلى أي مكان آخر بموجب القانون. لا تستطيع الدولة التنازل عن أي من أراضيها.
3. المادة 8 - الأسرة الحاكمة للدولة هي بيت آل ثاني. تنتقل القاعدة من الأب إلى الابن، وفي حالة عدم وجود ابن، تنتقل القاعدة إلى من يُعرِّف الأمير ولي العهد.
4. المادة 9 - يجب أن يكون ولي العهد مسلمًا أمًا قطرية.
5. المادة 16 - إذا كانت سن ولي العهد عند المناداة به أميراً للبلاد أقل من 18 عاماً ميلادية، تولى إدارة دفة الحكم مجلس وصاية يختاره مجلس العائلة الحاكمة.

### الجزء الثاني
1. المادة 22 - توفر الدولة الرعاية للشباب وتحميهم من الفساد والاستغلال وشرور الإهمال البدني والعقلي والروحي. يجب على الدولة أيضا خلق ظروف مواتية لتطوير قدراتها في جميع المجالات على أساس التعليم السليم.
2. المادة 23 - تكفل الدولة، وتعزز، وتسعى لنشر التعليم.
3. المادة 27 - الملكية الخاصة مصونة.
4. المادة 29 - الثروة الطبيعية ومواردها هي ملك للدولة.

### الجزء الثالث
1. المادة 34 - المواطنون القطريون متساوون في الحقوق والواجبات العامة.
2. المادة 35 - قبل القانون، جميع الأشخاص متساوون ولا يجوز التمييز ضدهم بسبب الجنس أو العرق أو اللغة أو الدين.
3. المادة 36 - الحرية الشخصية مضمونة. سيعاقب القانون على التعذيب.
4. المادة 37 - الخصوصية البشرية في حرمة.
5. المادة 47 - حرية التعبير مكفولة وفقا للشروط والظروف المنصوص عليها في القانون.
6. المادة 48 - حرية الصحافة مكفولة.
7. المادة 49 - لجميع المواطنين الحق في التعليم.
8. المادة 55 - الأموال العامة غير قابلة للانتهاك.
9. المادة 57 - يجب على جميع الأشخاص المقيمين في الدولة الالتزام بالنظام العام والأخلاق.
10. المادة 58 - يحظر تسليم اللاجئين السياسيين. يحدد القانون شروط منح اللجوء السياسي.

### الجزء الرابع
1. المادة 64 - الأمير هو رئيس الدولة. يجب أن يحترمه الجميع.
2. المادة 66 - يمثل الأمير الدولة، داخليا وخارجيا، وفي العلاقات الدولية.
3. المادة 69- يجوز للامير ان يعلن الاحكام العرفية في الحالات الاستثنائية التي يحددها القانون.
4. المادة 71 - يمكن إعلان الحرب الدفاعية بموجب مرسوم أميري. يحظر الحرب العدوانية.
5. المادة 72 - يتم تعيين رئيس الوزراء من قبل الأمير. يمكنه أيضا قبول استقالته.

### الجزء الخامس
1. المادة 148: لا يجوز اقتراح تعديل أي مادة من هذا الدستور قبل 10 سنوات من تاريخ نفاذ الدستور.